# 사관과 신사 (영화)
《사관과 신사》(영어: An Officer and a Gentleman)는 1982년에 개봉한 테일러 핵퍼드 감독의 미국의 로맨틱 드라마 영화이다. 리처드 기어, 데브라 윙어, 데이비드 키스, 루이스 고싯 주니어 등이 출연하였다. 이 영화는 사랑과 우정, 그리고 개인의 성장이라는 주제를 다루며, 주인공 잭이 엄격한 훈련 과정을 통해 내면의 상처를 극복하고 진정한 리더로 성장하는 과정을 보여준다.
흥행에 크게 성공하여 1982년도 미국 내 전체 흥행 5위를 차지하였다. 평단으로부터 대체로 좋은 반응을 얻었으며, 1983년 제55회 아카데미상에서 루이스 고싯 주니어가 남우 조연상을, 잭 니치와 버피 세인트마리가 작곡하고 윌 제닝스가 작사한 “Up Where We Belong”이 주제가상을 받았다. 해당 곡은 제40회 골든 글로브상 영화 부문 주제가상도 수상하였다.

## 줄거리
어머니의 자살 후 알코올 의존증에 바람둥이인 해군 중사 아버지와 필리핀에서 성장한 잭 메이오는 워싱턴주 타운젠드 인근 해군 항공 장교 후보생 훈련소에 입소한다. 그는 엄격한 훈련 교관인 에밀 폴리 해병대 중사에게서 강도 높은 훈련을 받으며 정신적, 육체적 한계에 도전하게 된다. 잭과 동료 시드 월리는 해군 댄스 파티를 통해 지역 공장 직원인 여성 둘을 만나고, 잭은 폴라 퍼크리프키와, 시드는 리넷 포머로이와 각각 사랑에 빠진다.
잭은 동료 후보생들에게 밀반입한 물품을 판매하다가 적발되어 퇴출 위기에 놓이지만 이 길 이외엔 장래가 없는 자신의 처지를 자각하고 포기하지 않아 결국 청소 업무를 처벌로 받으며 사건이 마무리된다. 폴라의 어머니와 여동생은 잭에게 호감을 보이지만 양아버지는 그에게 적대적이다. 잭은 폴라의 친부가 과거 해군 장교 후보생이었으며 임신한 폴라의 어머니를 버렸다는 사실을 알게 된다. 훈련 후반부로 접어들면서 다른 기지로 배치될 예정인 잭은 폴라와의 관계를 정리하려 한다.
최종 장애물 경주에서 잭은 팀 동료 케이시 시거의 완주를 돕기 위해 기지 내 기록 갱신을 포기한다. 시드는 사망한 형제의 전 약혼녀와 임관 후 결혼할 것을 강요받고 있으며, 리넷이 임신했을지도 모른다는 사실을 알게 된다. 고공 감압실 모의 훈련 중 극심한 공황 발작을 일으킨 시드는 훈련 완수를 포기하고 리넷에게 결혼을 제안한다. 리넷은 임신한 상태가 아닌 것으로 확인되었다고 밝히지만 그럼에도 시드는 청혼을 하면서 오클라호마로 돌아가 다시 J. C. 페니에서 일하며 법학 전문 대학원을 마치려는 계획을 털어놓는다. 그러나 리넷은 해군 조종사와 결혼해 해외에서 거주하려 했던 속내를 드러내며 그를 거절한다. 절망한 시드는 모텔에서 목을 매 자살하고, 폴라와 함께 그의 시체를 발견한 잭은 죄책감에 휩싸여 훈련을 포기하려 한다.
폴리는 잭의 자퇴 요청 승인을 거부하고 잭과 격투를 벌이면서까지 그의 마음을 되돌리려고 한다. 잭은 결국 훈련을 마치고 장교로 임관된다. 그는 폴리에게 감사를 표하고, 폴리는 새 훈련병들을 맞이한다. 잭은 폴라가 일하는 공장을 찾아가 그녀를 안아들고 리넷을 비롯한 공장 동료들의 박수갈채를 받으며 함께 떠난다.

## 출연진
- 리처드 기어 - 재커리 “잭” 메이오 역
- 데브라 윙어 - 폴라 퍼크리프키 역
- 데이비드 키스 - 시드 월리 역
- 루이스 고싯 주니어 - 에밀 폴리 역
- 리사 블런트 - 리넷 포머로이 역
- 로버트 로자 - 바이런 메이오 역
- 리사 아일배커 - 케이시 시거 역
- 토니 플라나 - 에밀리아노 델라 세라 역
- 해럴드 실베스터 - 라이어널 페리먼 역
- 데이비드 커루소 - 토퍼 대니얼스 역
- 빅터 프렌치 - 조 퍼크리프키 역
- 그레이스 저브리스키 - 에스터 퍼크리프키 역
- 엘리자베스 로저스 - 베티 월리
- 에드 베글리 주니어 - 감압실 교관 역 (목소리)

## 기타 제작진
- 협력 제작: 더글러스 데이 스튜어트

## 우리말 녹음
| KBS 성우진 (1990년 1월 1일) - 이정구 - 잭 메이오 (리처드 기어) - 임은영 - 폴라 (데브라 윙어) - 임은정 - 리넷 (리사 블런트) - 김세한 - 시거 (데이비드 키스) - 김병관 - 폴리 중사 (루이스 고싯 주니어) | MBC 성우진 (2000년 3월 11일) - 이정구 - 잭 메이오 (리처드 기어) - 이윤연 - 폴리 교관 (루이스 고싯 주니어) - 윤성혜 - 폴라 (데브라 윙어) - 정승현 - 김용식 - 기경옥 - 이우신 - 최원형 - 엄태국 - 엄현정 - 정남 - 김아영 - 김용준 - 송준석 - 이자옥 - 채의진 - 최한 - 표영재 |  |